# Nils Rosén von Rosenstein
Nils Rosén von Rosenstein (Sexdrega, província de Västergötland, 11 de fevereiro de 1706 (1) — Uppsala, 16 de julho de 1773) foi um médico, anatomista e naturalista sueco.

## Carreira
É considerado o fundador da pediatria. Publicou em 1752 seu tratado de medicina familiar "De Morbis infantum", que foi traduzido para numerosos idiomas (oito línguas em vinte e cinco edições até a última edição, à sueca, em 1851).
A obra foi traduzida para o francês em 1778 por Jean Baptiste Lefebvre de Villebrune (1732-1809) sob o título de "Traité des Maladies des Enfants. Ouvrage qui est le fruit d'une longue observation, & appuyé sur les faits les plus authentiques" (chez Pierre Guillaume Cavelier, Paris).
Rosén von Rosenstein, com o objetivo de popular a sua obra, apresentou as suas idéias sob a forma de um almanaque. Dedicou-se especialmente à vacinação contra a varíola.
Ensinou medicina na Universidade de Uppsala onde Carl von Linné (1707-1778) foi seu colega.
A abreviatura botânica N.Rosén é aplicado às espécies descritas até 1762, a partir desta data a abreviatura Rosenstein passou a ser utilizada.

## Publicações
- Archiater og Ridder Hr. Rosen von Rosensteins paa Hendes Kongl. Svenske Majestets naadigste befaling forfattede Huus- og Reese-Apotheque : trykt i Stockholm hos Carl Gotlieb Ulf 1765. [S.l.] ; Kjøbenhavn : Svare, 1768. Digital edition by the University and State Library Düsseldorf